# ŽNL Šibensko-kninska 2016./17.
ŽNL Šibensko-kninska u sezoni 2016./17. predstavlja ligu četvrtog ranga hrvatskog nogometnog prvenstva.  

U ligi je sudjelovalo osam klubova, a natjecanje je osvojila momčad Zagore iz Unešića.

## Sudionici
- DOŠK – Drniš
- Janjevo – Kistanje
- Mladost – Tribunj
- Rudar – Siverić, Drniš
- SOŠK – Skradin
- Šibenik II – Šibenik
- Vodice – Vodice
- Zagora – Unešić

## Ljestvica
| Poz. | Momčad            | U  | P  | N | I  | G+ | G– | G+/– | Bod. | Nastavak natjecanja ili ispadanje |
| ---- | ----------------- | -- | -- | - | -- | -- | -- | ---- | ---- | --------------------------------- |
| 1.   | Zagora Unešić (P) | 13 | 11 | 0 | 2  | 55 | 14 | +41  | 33   | Kvalifikacije za 3. HNL – Jug     |
| 2.   | Šibenik II        | 13 | 8  | 2 | 3  | 37 | 15 | +22  | 26   | Van konkurencije                  |
| 3.   | Vodice            | 13 | 7  | 2 | 4  | 37 | 20 | +17  | 23   |                                   |
| 4.   | Mladost Tribunj   | 13 | 6  | 2 | 5  | 30 | 29 | +1   | 20   |                                   |
| 5.   | DOŠK Drniš        | 13 | 4  | 4 | 5  | 25 | 23 | +2   | 16   |                                   |
| 6.   | Janjevo Kistanje  | 13 | 3  | 2 | 8  | 17 | 44 | −27  | 11   |                                   |
| 7.   | Rudar             | 7  | 2  | 1 | 4  | 12 | 18 | −6   | 7    | Odustali od natjecanja            |
| 8.   | SOŠK Skradin      | 13 | 1  | 1 | 11 | 14 | 64 | −50  | 4    |                                   |

## Rezultati
| 1. kolo           | 1. kolo |
| ----------------- | ------- |
| Rudar – Janjevo   | 4:1     |
| DOŠK – Šibenik II | 0:4     |
| Mladost – SOŠK    | 3:1     |
| Vodice – Zagora   | 2:1     |
| [ 3 ]             |         |

| 2. kolo              | 2. kolo |
| -------------------- | ------- |
| Janjevo – Zagora     | 0:2     |
| SOŠK – Vodice        | 3:2     |
| Mladost – Šibenik II | 6:2     |
| Rudar – SOŠK         | 1:1     |
| [ 3 ]                |         |

| 3. kolo             | 3. kolo |
| ------------------- | ------- |
| DOŠK – Janjevo      | 7:0     |
| Mladost – Rudar     | 4:2     |
| Vodice – Šibenik II | 1:2     |
| Zagora – SOŠK       | 7:1     |
| [ 3 ]               |         |

| 4. kolo             | 4. kolo |
| ------------------- | ------- |
| Janjevo – SOŠK      | 3:0     |
| Šibenik II – Zagora | 2:0     |
| Rudar – Vodice      | 2:3     |
| DOŠK – Mladost      | 1:1     |
| [ 3 ]               |         |

| 5. kolo           | 5. kolo |
| ----------------- | ------- |
| MLadost – Janjevo | 3:0     |
| Vodice – DOŠK     | 6:1     |
| Zagora – Rudar    | 7:0     |
| SOŠK – Šibenik II | 1:5     |
| [ 3 ]             |         |

| 6. kolo              | 6. kolo |
| -------------------- | ------- |
| Janjevo – Šibenik II | 0:0     |
| Rudar – SOŠK         | 3:0     |
| DOŠK – Zagora        | 0:1     |
| Mladost – Vodice     | 3:2     |
| [ 3 ]                |         |

| 7. kolo            | 7. kolo |
| ------------------ | ------- |
| Vodice – Janjevo   | 7:2     |
| Zagora – Mladost   | 5:3     |
| SOŠK – Rudar       | 1:6     |
| Šibenik II – Rudar | 2:0     |
| [ 3 ]              |         |

| 8. kolo           | 8. kolo |
| ----------------- | ------- |
| Janjevo – Rudar   | n.i.    |
| Šibenik II – DOŠK | 1:0     |
| SOŠK – Mladost    | 1:1     |
| Zagora – Vodice   | 4:0     |
| [ 4 ] [ 5 ]       |         |

| 9. kolo              | 9. kolo |
| -------------------- | ------- |
| Zagora – Janjevo     | 8:1     |
| Vodice – SOŠK        | 6:2     |
| Šibenik II – Mladost | 1:2     |
| DOŠK – Rudar         | n.i.    |
| [ 6 ] [ 7 ] [ 5 ]    |         |

| 10. kolo            | 10. kolo |
| ------------------- | -------- |
| Janjevo – DOŠK      | 1:1      |
| Rudar – Mladost     | n.i.     |
| Šibenik II – Vodice | 0:0      |
| SOŠK – Zagora       | 1:6      |
| [ 6 ] [ 5 ]         |          |

| 11. kolo            | 11. kolo |
| ------------------- | -------- |
| SOŠK – Janjevo      | 2:6      |
| Zagora – Šibenik II | 3:1      |
| Vodice – Rudar      | n.i.     |
| Mladost – DOŠK      | 1:2      |
| [ 8 ]               |          |

| 12. kolo          | 12. kolo |
| ----------------- | -------- |
| Janjevo – Mladost | 2:1      |
| DOŠK – Vodice     | 0:0      |
| Rudar – Zagora    | n.i.     |
| Šibenik II – SOŠK | 14:1     |
| [ 5 ]             |          |

| 13. kolo             | 13. kolo |
| -------------------- | -------- |
| Šibenik II – Janjevo | 6:1      |
| SOŠK – Rudar         | n.i.     |
| Zagora – DOŠK        | 6:1      |
| Vodice – Mladost     | 5:0      |
| [ 9 ] [ 5 ]          |          |

| 14. kolo           | 14. kolo |
| ------------------ | -------- |
| Janjevo – Vodice   | 0:3      |
| Mladost – Zagora   | 2:5      |
| DOŠK – SOŠK        | 5:0      |
| Rudar – Šibenik II | n.i.     |
| [ 5 ]              |          |

## Kvalifikacije za 3. HNL – Jug
U kvalifikacijama za 3. HNL – Jug sudjelovali su:
- Škabrnja iz 1. ŽNL Zadarske
- Zagora Unešić iz ŽNL Šibensko-kninske
- Urania iz 1. ŽNL Splitsko-dalmatinske
- Župa dubrovačka iz 1. ŽNL Dubrovačko-neretvanske

| Momčad        | Ukupno | Momčad   | 1. ut | 2. ut |
| ------------- | ------ | -------- | ----- | ----- |
| Zagora Unešić | 6:1    | Škabrnja | 4:1   | 2:0   |

| Momčad          | Ukupno | Momčad | 1. ut | 2. ut |
| --------------- | ------ | ------ | ----- | ----- |
| Župa dubrovačka | 0:7    | Urania | 0:1   | 0:6   |

- Zagora Unešić i Urania su se kvalificirali za 3. HNL – Jug

## Poveznice
- ŽNL Šibensko-kninska
- 3. HNL – Jug 2016./17.
- 1. ŽNL Dubrovačko-neretvanska 2016./17.
- 1. ŽNL Splitsko-dalmatinska 2016./17.
- 1. ŽNL Zadarska 2016./17.